# مناخ القطب الشمالي

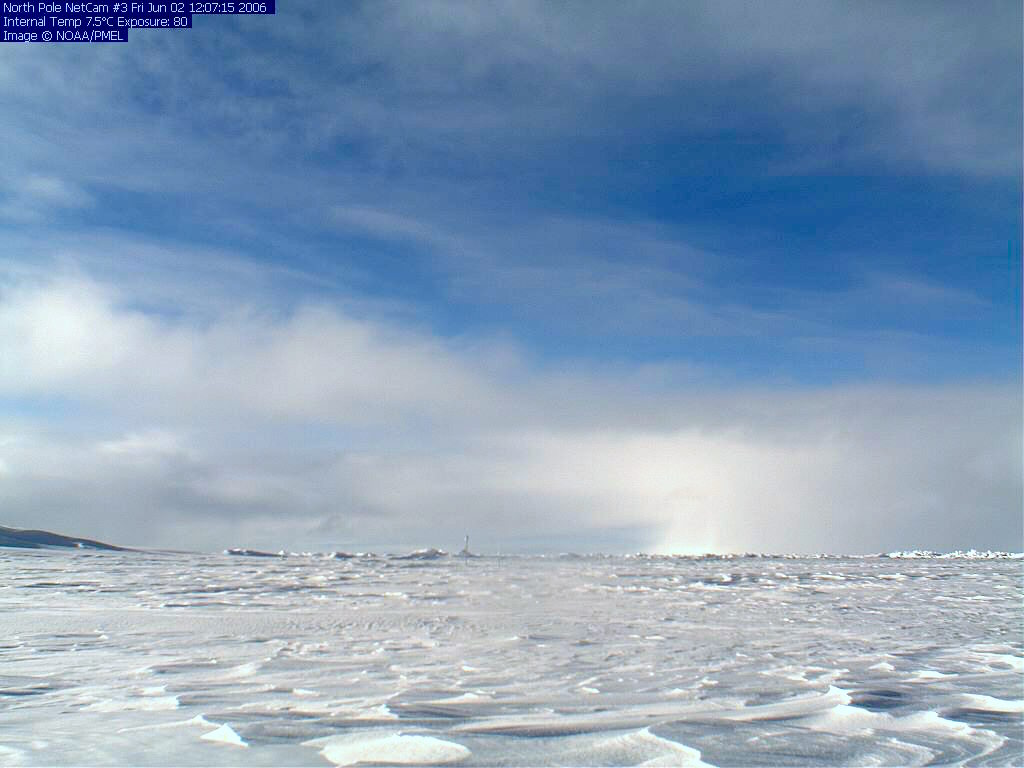

يتميز مناخ المنطقة القطب الشمالي بشتاء طويل بارد وصيف قصير منخفض الحرارة. إن المناخَ عبر القطب الشمالي على قدر كبير من التنوع، ولكن جميع المناطق تتعرض لكميات من الإشعاع الشمسي تكون إما شديدة الارتفاع أو شديدة الانخفاض في كل من الصيف والشتاء. تُغطى بعض مناطق القطب الشمالي بالجليد (الجليد البحري أو الأنهار الجليدية أو الثلج) على مدار العام، وتتعرض تقريبًا جميع أجزاء القطب الشمالي لفترات طويلة من تكوّن الجليد على السطح. تتراوح درجات الحرارة المتوسطة في يناير ما بين -34 إلى 0 درجة مئوية (-29 إلى +32 فهرنهايت) ويمكن لدرجات الحرارة في الشتاء أن تهبط لما دون -50 درجة مئوية (-58 فهرنهايت) عبر مناطق شاسعة من القطب الشمالي. تتراوح درجات الحرارة المتوسطة في يوليو من قرابة -10 إلى +10 درجة مئوية (14 إلى 50 فهرنهايت)، مع بعض مناطق اليابسة التي تتخطى أحيانًا 30 درجة مئوية (86 فهرنهايت) في الصيف.
يتكون القطب الشمالي من محيط محاط باليابسة على نطاق واسع. كذلك، تلطف مياه المحيط، والتي لا يمكن أن تقل درجة حرارتها عن -2 درجة مئوية (28 فهرنهايت)، المناخ في قسم كبير من القطب الشمالي. في الشتاء، تحافظ تلك المياه، والتي تكون دافئة نسبيًا حتى لو غطاها الجليد القطبي الطافي، على القطب الشمالي من أن يصبح المكان الأبرد في نصف الكرة الشمالي، كما تعتبر سببًا في كون القطب الجنوبي (أنتاركتيكا) أكثر برودة بكثير من القطب الشمالي. في الصيف، يحافظ وجود المياه القريبة على حرارة المناطق الساحلية بحيث تكون أقل دفئًا مما كانت لتكون عليه لو لم تكن تلك المياه موجودة. 

## نظرة عامة على القطب الشمالي
هناك العديد من التعريفات للقطب الشمالي. يستخدم أكثر تلك التعريفات انتشارًا في السياقات الفلكية وبعض السياقات الجغرافية، وهو المنطقة التي تقع في شمال الدائرة القطبية الشمالية، حيث لا تغرب الشمس في انقلاب يونيو. ولكن التعريفين الأكثر انتشارًا في السياق المناخي هما: المنطقة شمال خط الشجر الشمالي، والمنطقة حيث تنخفض درجة الحرارة المتوسطة في الصيف عن 10 درجات مئوية (50 فهرنهايت)، وتعتبر المنطقتين متطابقتين عبر معظم مساحات اليابسة (المركز الوطني لبيانات الثلج والجليد NSIDC) يمكن تقسيم ذلك التعريف لاحقًا إلى أربعة مناطق مختلفة:
- الحوض القطبي الشمالي ويشمل المحيط القطبي الشمالي خلال الحد الأدنى المتوسط من امتداد الجليد البحري.
- أرخبيل القطب الشمالي الكندي ويشمل الجزر الكبيرة والصغيرة على الجانب الكندي من القطب الشمالي، والمياه المحصورة بينهم، باستثناء غرينلاند.
- جزيرة غرينلاند بالكامل، على الرغم أن صفيحتها الجليدية ومناطقها الساحلية الخالية من الجليد لها ظروف مناخية مختلفة.
- المياه القطبية الشمالية التي لا تصبح جليدًا بحريًا في أواخر الصيف، بما في ذلك خليج هدسون وخليج بافن وخليج أونجافا ومضيق دافيس ومضيق الدانمارك ومضيق هدسون ومضيق بيرنغ وبحر لبرادور وبحر النرويج (الخالي من الجليد طوال العام) وبحر غرينلاند وبحرالبلطيق وبحر بارنتس (الجزء الجنوبي يخلو من الجليد طوال العام) وبحر كارا وبحر لابتيف وبحر أوخوتسك وأحيانًا بحر بيوفورت وبحر بيرنغ.

بالاتجاه نحو الداخل من ساحل البر الرئيسي في أمريكا الشمالية وأوراسيا، يتناقص التأثير الملطّف للمحيط القطبي الشمالي سريعًا، ويتحول المناخ من المناخ القطبي إلى المناخ شبه القطبي، عامةً في أقل من 500 كيلومتر (310 ميل)، وأحيانًا خلال مسافة أقصر بكثير.

## تاريخ رصد المناخ القطبي الشمالي
نظرًا لنقص المراكز السكانية الرئيسية في القطب الشمالي، تميل أرصاد الطقس والمناخ من المنطقة إلى أن تكون متباعدة إلى حد كبير وعلى فترة قصيرة مقارنةً بتلك في دوائر العرض المتوسطة والمناطق الاستوائية. على الرغم من استكشاف الفايكنج لمناطق من القطب الشمالي منذ أكثر من ألف سنة مضت، إضافةً إلى أعداد صغيرة من البشر الذين عاشوا بطول الساحل القطبي الشمالي لفترات أطول بكثير، كانت المعارف العلمية حول الإقليم بطيئة في تطورها؛ لم تُكتشف جزر سيفيرينيا زيمليا الكبيرة، والتي تقع مباشرةً شمالي شبه جزيرة تايمير على البر الرئيسي لروسيا، حتى عام 1913، ولم يُرسم لها خرائط حتى بداية الثلاثينيات من القرن العشرين.

### بدايات الاستكشاف الأوروبي
شجع البحث عن الممرات الشمالية الشرقية والشمالية الغربية الكثير من الاستكشاف التاريخي للقطب الشمالي. قاد التجار بعثات القرنين السادس عشر والسابع عشر بغرض البحث عن تلك الطرق المختصرة بين المحيط الأطلنطي والمحيط الهادي. لم تتجرأ تلك الرحلات على الابتعاد عن سواحل أمريكا الشمالية وأوراسيا، ولم تنجح أيضًا في في إيجاد طريق صالح للملاحة خلال أي من الممرات.
استمرت البعثات القومية والتجارية في توسيع التفاصيل على خرائط القطب الشمالي خلال القرن الثامن عشر، ولكنها تجاهلت إلى حد كبير أي ملاحظات علمية أخرى. انقادت معظم البعثات بين ستينات القرن الثامن عشر وحتى منتصف القرن التاسع عشر في اتجاه خاطئ عبر محاولاتها للإبحار شمالًا بسبب الاعتقاد السائد وقتها بأن المحيط الذي يحيط بالقطب الشمالي كان خاليًا من الجليد. قدمت تلك البعثات الأولى تصورًا عن ظروف الجليد البحري في القطب الشمال وأحيانًا بعض المعلومات المرتبطة بالمناخ.
بحلول بدايات القرن التاسع عشر، كانت بعض البعثات تحرص على جمع المزيد من الملاحظات الجوية والأوقيانوجرافية والمغناطيسية الأرضية، ولكنها بقيت متفرقة. مع بداية خمسينيات القرن التاسع عشر، أصبحت الأرصاد الجوية الدورية أكثر شيوعًا في العديد من البلدان، كما نفذت البحرية البريطانية نظامًا للرصد الدقيق. ونتيجة لذلك، بدأت البعثات في النصف الثاني من القرن التاسع عشر في تقديم صورة للمناخ القطبي. 

### جهود الرصد الأوروبية المبكرة
كانت أول الجهود الأوروبية لدراسة الأرصاد الجوية للقطب الشمالي في العام القطبي العالمي الأول (IPY) بين 1882 و1883. قدمت إحدى عشر دولة الدعم لتأسيس إثنا عشر محطة رصد في القطب الشمالي. لم تكن الأرصاد منتشرة أو طويلة الأمد كما يلزم لوصف المناخ وصفًا تفصيليًا، ولكنهم قدموا أول نظرة متماسكة حول الطقس القطبي.
في 1884، وُجد حطام السفينة جانيت على ساحل غرينلاند، وهي سفينة هُجرت قبل ذلك بثلاثة أعوام على الساحل القطبي الروسي الشرقي. تسبب ذلك في إدراك فريتيوف نانسين أن الجليد البحري يتحرك من الجانب السيبيري من القطب الشمالي إلى الجانب الأطلنطي. قرر استخدام تلك الحركة بتجميد سفينة مصممة خصيصًا، الفرام، داخل الجليد البحري وتركها لتُحمل عبر المحيط. جُمعت الأرصاد الجوية من السفينة أثناء عبورها في الفترة بين سبتمبر 1893 وأغسطس 1896. قدمت تلك البعثة كذلك نظرة قيمة عن دورة السطح الجليدي للمحيط القطبي الشمالي.
أُجريت أول الدراسات الجوية البارزة على باطن صفيحة غرينلاند الجليدية في بداية ثلاثينيات القرن العشرين. وفر ذلك المعرفة بشأن ما يمكن أن يكون المناخ القطبي الأكثر تطرفًا، بالإضافة إلى أول اقتراح بأن الصفيحة الجليدية تقع في تجويف في القاعدة الصخرية الموجودة أسفلها (والتي من المعروف الآن أنها ترجع إلى وزن الجليد نفسه).
بعد خمسين عامًا من العام القطبي العالمي الأول، ما بين 1932 و1933، نُظم عام قطبي ثاني. كان هذا العام أكبر من الأول، بوجود 94 محطة جوية، ولكن الحرب العالمية الثانية أخّرت أو حالت دون نشر معظم البيانات التي جُمعت خلاله. في 1937 حدثت لحظة أخرى بارزة في الرصد القطبي قبل الحرب العالمية الثانية عند تأسيس الاتحاد السوفيتي أول محطة بين أكثر من 30 محطة جليد منجرفة في القطب الشمالي. أُنشات تلك المحطة، شأنها شأن غيرها من المحطات الأحدث، على طوف جليدي سميك وانجرفت قرابة العام، واستمر طاقمها في رصد الغلاف الجوي والمحيط على طول الطريق.